# Odwach w Stargardzie
Odwach – zabytkowy budynek w Stargardzie położony bezpośrednio na południe od ratusza i wysunięty ku zachodowi przed ratuszową fasadę. 
Odwach wzniesiony został na początku lat dwudziestych XVIII wieku, jest budowlą barokową z arkadowymi podcieniami na parterze i krytym gankiem na piętrze, z mansardowym dachem. Nie dorównując wielkością ratuszowi i sąsiednim kamienicom, stanowi akcent ożywiający podziałami swych elewacji rynkową pierzeję, której rys monumentalny nadają wieże kościoła. Odwach pełnił funkcję głównej wartowni dla straży stargardzkiego garnizonu. W 1886 roku budynek zakupiło miasto. Remontowany w wielkim zakresie w latach 1900 i 1934, służył w XX wieku jako biblioteka. Po walkach o miasto w 1945 roku z odwachu pozostały jedynie mury obwodowe i część arkad do wysokości parteru. Wygląd zewnętrzny budynku został wiernie odtworzony, natomiast wnętrza połączono z sąsiednim domem i przystosowano do funkcji muzealnej.